# Terra (truyện tranh)

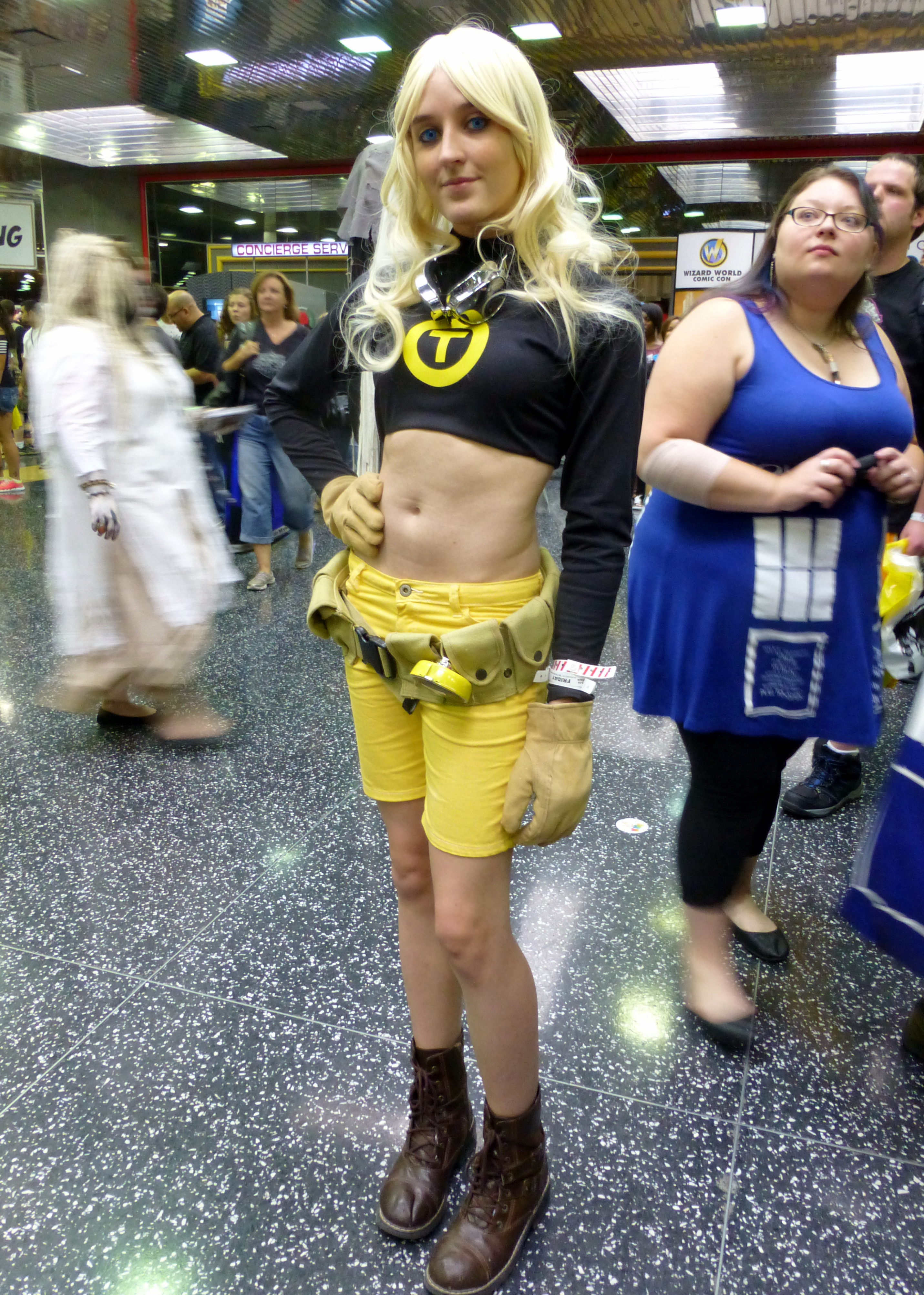
Cosplay of Terra - Cosplay at the 2014 Wizard World Chicago

Terra là một cái tên được sử dụng bởi ba nhân vật hư cấu, được xuất bản bởi DC Comics. Terra đầu tiên được tại bởi Marv Wolfman và George Pérez, và ra mắt ở Teen Titans#New Teen Titans (vol. 1) #26 (tháng 12 năm 1982). Terra thứ hai ra mắt ở New Titans #79 (tháng 09 năm 1991) và được tạo bởi Marv Wolfman và Tom Grummett. Terra thứ ba ra mắt ở Supergirl #12 (tháng 01 năm 2007) và được tạo bởi Jimmy Palmiotti, Justin Gray, và Amanda Conner.